# Iraceminha
Iraceminha es un municipio brasileño del estado de Santa Catarina. Tiene una población estimada al 2022 de 3 986 habitantes. Pertenece a la Región metropolitana del Extremo Oeste.

## Toponimia
Iracema, del tupí-guaraní, significa "labios de miel". Iraceminha vendría a ser un diminutivo.

## Historia
Fue formada como centro urbano tras la colonización del Oeste de Santa Catarina en los años 1930. La primera industria maderera de Iraceminha se instaló en 1951, la cual aumentó el flujo de migrantes en la localidad.
Fue nombrada distrito de Cunha Porã en 1959, y se emancipó el 26 de abril de 1989.